# Índice de confiança do consumidor
Um índice de confiança do consumidor (CCI) é um indicador econômico publicado por várias organizações em vários países.
Em termos simples, o aumento da confiança do consumidor indica crescimento econômico no qual os consumidores estão gastando dinheiro, indicando maior consumo. A diminuição da confiança do consumidor implica em desaceleração do crescimento econômico e, portanto, é provável que os consumidores diminuam seus gastos. A ideia é que quanto mais confiantes as pessoas se sentem sobre a economia e seus empregos e rendas, maior a probabilidade de fazer compras. O declínio da confiança do consumidor é um sinal de desaceleração do crescimento econômico e pode indicar que a economia está enfrentando problemas.

## Uso
Fabricantes, varejistas, bancos e o governo monitoram as mudanças no CCI para incorporar os dados em seus processos de tomada de decisão. Enquanto variações de índice de menos de 5% são frequentemente descartadas como inconseqüentes, movimentos de 5% ou mais geralmente indicam uma mudança na direção da economia.
Uma tendência de queda mensal sugere que os consumidores têm uma perspectiva negativa sobre sua capacidade de garantir e manter bons empregos. Assim, os fabricantes podem esperar que os consumidores evitem compras no varejo, principalmente itens de alto valor que requerem financiamento. Os fabricantes podem reduzir os estoques para reduzir as despesas gerais ou atrasar o investimento em novos projetos e instalações. Da mesma forma, os bancos podem antecipar uma diminuição na atividade de empréstimos, aplicações de hipotecas e uso de cartão de crédito. Diante de um índice em tendência de baixa, o governo tem várias opções, como conceder um desconto fiscal ou tomar outras medidas fiscais ou monetárias para estimular a economia.
Por outro lado, uma tendência crescente na confiança do consumidor indica melhorias nos padrões de compra do consumidor. Os fabricantes podem aumentar a produção e as contratações. Os bancos podem esperar um aumento na demanda por crédito. Os construtores podem se preparar para um aumento na construção de casas e o governo pode antecipar uma melhoria nas receitas fiscais com base no aumento dos gastos do consumidor.

## Pesquisas de demanda do consumidor versus pesquisas de confiança e opinião do consumidor
As pesquisas de demanda do consumidor são pesquisas estatísticas baseadas em entrevistas que medem a porcentagem de domicílios que comprarão um carro, eletrodomésticos, PCs, TVs, artigos de decoração, utensílios de cozinha ou brinquedos, por exemplo, nos próximos três meses. As pesquisas fornecem uma porcentagem daqueles que comprarão mais, menos ou a mesma quantidade de alimentos e roupas nos próximos três meses do que no período correspondente do ano anterior. Se você perguntar às pessoas sobre seu comportamento de compra nos próximos seis ou 12 meses, haverá mais pessoas que “esperam poder comprar” do que se os consumidores forem questionados sobre o que comprarão nos próximos três meses. Quanto mais curtos os intervalos de tempo, mais próximo do comportamento real.
As pesquisas de confiança e sentimento do consumidor medem como as pessoas estão se saindo financeiramente, como elas veem a economia geral do país ou as condições de negócios no país, se acham que o governo está fazendo um bom ou mau trabalho e se as pessoas pensam que é um bom ou um mau momento para comprar um carro ou comprar ou vender uma casa.
Quando o ciclo de negócios é razoavelmente estável, as pesquisas de demanda do consumidor e os índices de confiança e sentimento do consumidor geralmente se correlacionam estreitamente e indicam a mesma direção da economia, mas em tempos de alto grau de incerteza econômica ou política ou durante uma crise prolongada, os dois tipos de pesquisas com consumidores podem diferir significativamente. Em 2011, as pesquisas de confiança e sentimento subiram de março a abril, enquanto as pesquisas de demanda do consumidor caíram significativamente. Em agosto de 2011, as pesquisas de confiança e sentimento caíram significativamente e permaneceram baixas durante setembro e outubro, enquanto as pesquisas de demanda do consumidor mostraram resiliência, um desenvolvimento confirmado posteriormente pelas estatísticas oficiais.
Um estudo de 2022 descobriu que o índice de confiança do consumidor sempre desempenha uma função positiva e também estatisticamente significativa no desenvolvimento do consumo.

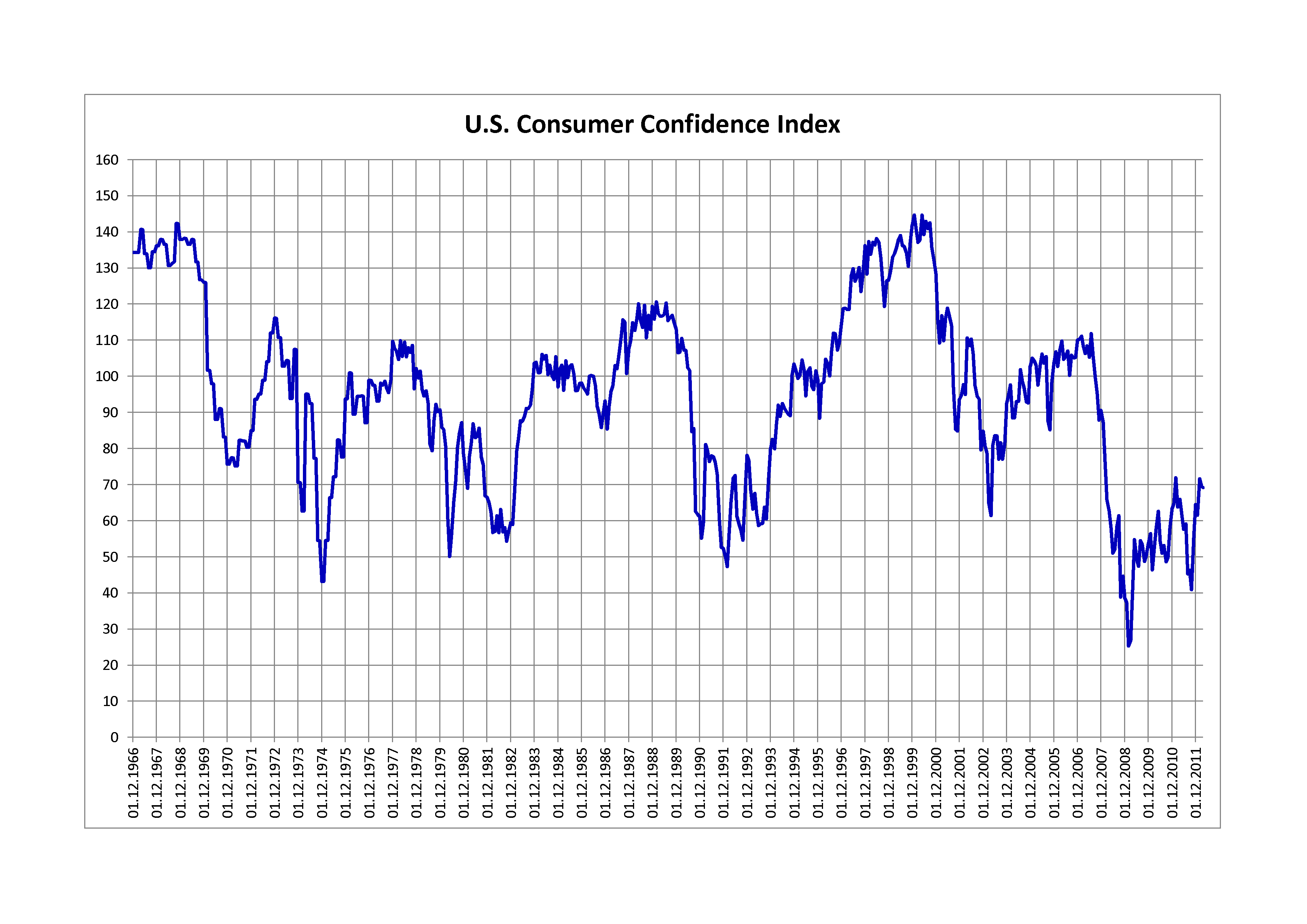
Índice de confiança do consumidor dos EUA 1966–2012 [ necessita atualização

Nos Estados Unidos, o The Conference Board, uma organização independente de pesquisa econômica, emite medidas mensais de confiança do consumidor com base em 5.000 domicílios. Tal medida é indicativa do nível de componente de consumo do produto interno bruto. O Federal Reserve analisa o CCI ao determinar as mudanças nas taxas de juros.
A confiança do consumidor é definida pelo The Conference Board como o grau de otimismo sobre o estado da economia dos Estados Unidos que os consumidores expressam por meio de suas atividades de poupança e gastos. A confiança do consumidor global não é medida. A análise país a país indica uma enorme variação em todo o mundo. Em uma economia global interconectada, acompanhar a confiança do consumidor internacional é um indicador importante das tendências econômicas.
O índice de confiança do consumidor começou em 1967 e é referenciado para 1985 = 100.   O índice é calculado mensalmente com base em uma pesquisa domiciliar sobre a opinião dos consumidores sobre as condições atuais e as expectativas futuras da economia. Opiniões sobre as condições atuais compõem 40% do índice, com expectativas de condições futuras compreendendo os 60% restantes. No glossário de seu site, o The Conference Board define a Pesquisa de Confiança do Consumidor como "um relatório mensal detalhando as atitudes e intenções de compra do consumidor, com dados disponíveis por idade, renda e região".
A cada mês, o Conference Board pesquisa 5.000 domicílios nos Estados Unidos. A pesquisa consiste em cinco perguntas que pedem a opinião dos entrevistados sobre o seguinte: 
1. Condições comerciais atuais
2. Condições de negócios para os próximos seis meses
3. Condições atuais de emprego
4. Condições de emprego para os próximos seis meses
5. Renda familiar total para os próximos seis meses

Os participantes da pesquisa são solicitados a responder a cada pergunta como "positivo", "negativo" ou "neutro". Os resultados preliminares da pesquisa de confiança do consumidor são divulgados na última terça-feira de cada mês às 10am EST.
Uma vez coletados os dados, uma proporção conhecida como "valor relativo" é calculada para cada questão separadamente. As respostas positivas de cada pergunta são divididas pela soma de suas respostas positivas e negativas. O valor relativo para cada questão é então comparado com cada valor relativo de 1985. Essa comparação dos valores relativos resulta em um "valor de índice" para cada questão.
Os valores do índice para todas as cinco perguntas são então calculados juntos para formar o índice de confiança do consumidor; a média dos valores dos índices das questões um e três formam o índice da situação atual, e a média dos valores dos índices das questões dois, quatro e cinco formam o índice das expectativas. Os dados são calculados para os Estados Unidos como um todo e para cada uma das nove regiões censitárias do país.